# Émeute raciale de Washington
L’émeute raciale de Washington de 1919 est le théâtre de troubles civils à Washington, aux États-Unis, du 19 juillet 1919 au 24 juillet 1919. À partir du 19 juillet, des hommes blancs, dont beaucoup font partie de l'armée américaine, de la marine américaine et du Corps des Marines des États-Unis, réagissent à la rumeur de l'arrestation d'un homme noir, en rapport avec le viol d'une femme blanche, par quatre jours de violences collectives contre des individus noirs et leurs entreprises. Ils se révoltent, frappent au hasard des Noirs dans la rue et en sortent d'autres des tramways pour les attaquer. Lorsque la police refuse d'intervenir, la population noire riposte. La ville ferme les saloons et les théâtres pour décourager les rassemblements. Pendant ce temps, les quatre journaux locaux, appartenant à des Blancs, dont The Washington Post, attisent la violence, en publiant des titres incendiaires et en appelant, dans au moins un cas, à la mobilisation pour une opération de « nettoyage ». Après quatre jours d'inaction policière, le président Woodrow Wilson ordonne à 2 000 soldats fédéraux de reprendre le contrôle de la capitale du pays. Mais une violente pluie d'été a un effet plus modérateur. Lorsque la violence prend fin, 15 personnes ont trouvé la mort, dont au moins 10 personnes blanches et deux officiers de police mais également 5 personnes noires. Cinquante personnes sont gravement blessées et 100 autres moins gravement blessées. Ce fut l'une des rares fois, au cours des émeutes du XXe siècle entre Blancs et Noirs, où le nombre de morts parmi les Blancs dépasse celui des Noirs. Ces troubles font partie des émeutes de l'Été rouge aux États-Unis. 

## Contexte
Washington est devenu l'un des endroits des États-Unis, où vivent un nombre important d'Afro-Américains prospères, avec une concentration particulière dans la zone du LeDroit Park (en), près de l'université Howard. À l'origine, cette zone avait été isolée, en tant que zone réservée aux Blancs, mais des étudiants de l'université Howard en avaient démoli les portes, dans le cadre d'une initiative plus large, visant la déségrégation du quartier, en 1888. La ville dans son ensemble est composée à 75% de Blancs américains. À ce mélange racial, le rédacteur et propriétaire du Washington Post Edward Beale McLean (en) cherche à saper l'autorité de la ville, en publiant des articles sur des crimes réels ou imaginaires, affirmant qu'« aucun crime n'était aussi salace qu'une attaque noire contre une femme blanche »,. La population blanche est scandalisée par les rapports sur la criminalité des Noirs et, pendant l'été 1919, de grandes foules errent dans les rues, pour attaquer les résidents noirs. 

## Déroulement

### 1renuit: 19 juillet

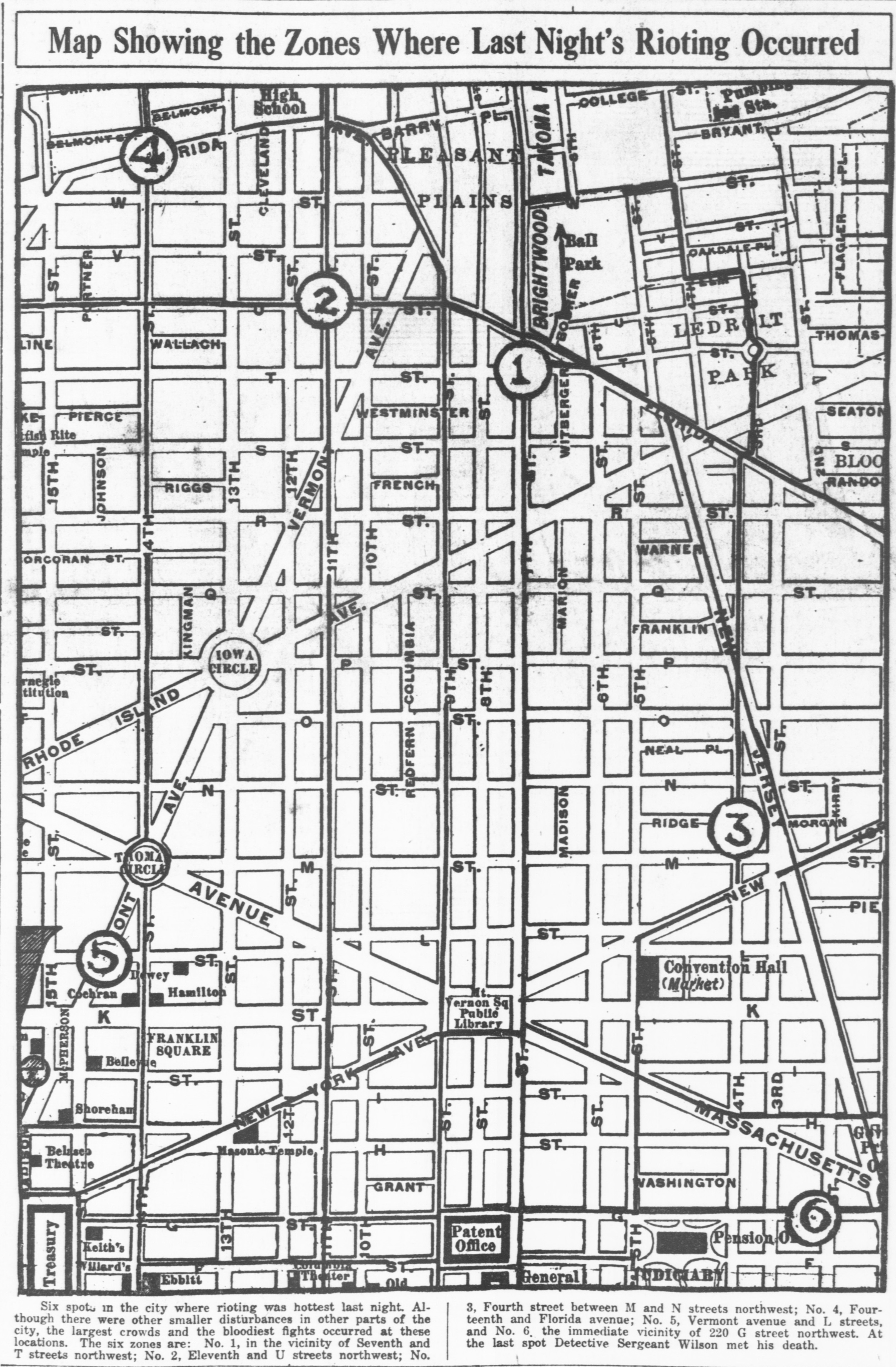
Carte des zones d'émeutes raciales à Washington.

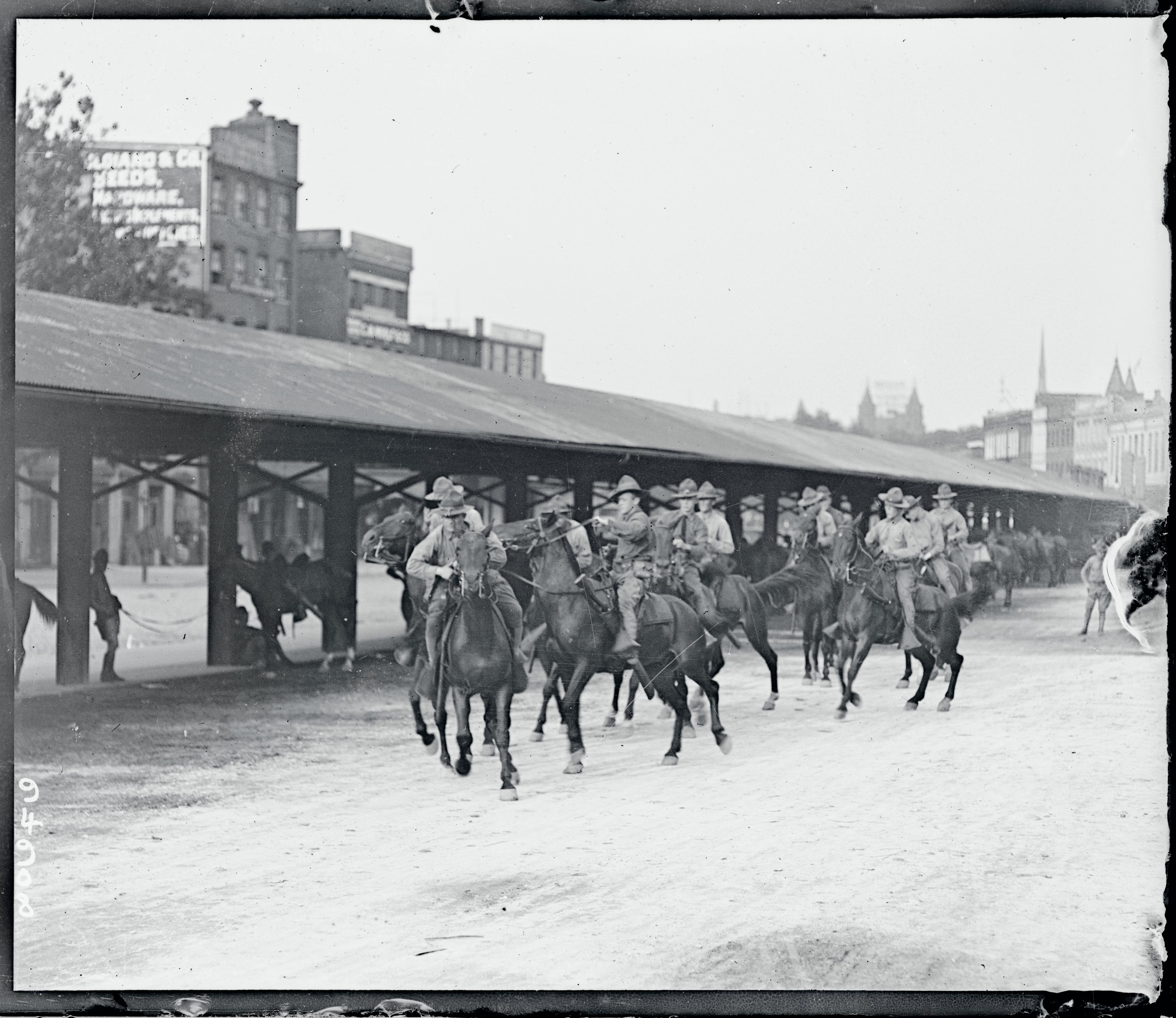
Membres du 3e régiment de cavalerie américain envoyés pour réprimer les émeutes de Washington (juillet 1919).

L'émeute raciale commence le samedi 19 juillet à la suite d'un incident impliquant deux Afro-Américains et Elsie Stephnick, la femme blanche d'un employé du département de l'aviation navale des États-Unis. Elle est « bousculée » près de New York Avenue et de la 15e rue nord-ouest. L'un des hommes est arrêté et interrogé au sujet d'une prétendue agression sexuelle, mais il est ensuite libéré,. Les semaines précédentes avaient vu une campagne de presse sensationnaliste concernant les crimes sexuels présumés d'un « monstre noir », qui contribue à la violence des événements qui suivent. Une foule de Blancs américains se forme et  commence à attaquer plusieurs Afro-Américains ainsi qu'une maison familiale afro-américaine.

### 3ejour
Alertés par la presse, qui réclame une intervention armée pour écraser la population noire, les groupes de la communauté noire de la ville dépensent 14 000 dollars (206 000 dollars en 2020) en armes et munitions afin de se défendre. De nombreux Noirs se rassemblent avec des fusils qu'ils ont achetés chez des prêteurs sur gages ou des fusils militaires que des soldats noirs ont ramenés de la Première Guerre mondiale, pour résister aux alentours des rues Seventh et U, le quartier noir du nord-ouest de la capitale. Là, des tireurs d'élite tirent sur des cibles alors qu'ils sont perchés sur le toit du théâtre Howard. De nombreux citoyens noirs prennent leur voiture pour parcourir les rues et tirer sur des cibles blanches. Un véhicule conduit par Thomas Armstead et cinq autres passagers roule vers le nord le long de la 7e rue, armes au poing. Près de M Street, ils tirent sur un cheval de police, tirent sur le chapeau d'un policier avant d'être arrêtés par un groupe de policiers. Armstead et un autre passager, Jane Gore, 18 ans, sont abattus, leurs compagnons s'échappent.

## Conséquences
La NAACP a envoyé un télégramme de protestation au président Woodrow Wilson, :

« ...la honte que la foule, y compris les soldats, les marins et les marines des États-Unis, a fait subir au pays en attaquant des nègres innocents et inoffensifs dans la capitale nationale. Des hommes en uniforme ont attaqué des nègres dans les rues et les ont tirés des tramways pour les battre. On rapporte que des foules ont dirigé des attaques contre tout nègre de passage.... L'effet de ces émeutes dans la capitale nationale sur l'antagonisme racial sera d'accroître l'amertume et le danger d'épidémies ailleurs. L'Association nationale pour la promotion des personnes de couleur vous demande, en tant que président et commandant en chef des forces armées de la nation, de faire une déclaration condamnant la violence collective et de faire appliquer la loi militaire si la situation l'exige... »

## Émeute du1ernovembre 1919
Le 1er novembre 1919, Albert Valentine Connors, un policier du parc, est agressé par une foule d'Afro-Américains dans une ruelle près de la Septième et de la K street, peu après midi. Connors est en train de procéder à une arrestation lorsqu'il a est assailli par la foule. Après avoir été poignardé et battu, il parvient à appeler la police et la foule se disperse.

### Articles
- (en) Tom Lewis, « How Woodrow Wilson Stoked the First Urban Race Riot », Politico,‎ 2 novembre 2015 (lire en ligne, consulté le 20 juin 2020). .
- (en) Peter Perl, « Race Riot of 1919 Gave Glimpse of Future Struggles », The Washington Post,‎ 1er mars 1999 (lire en ligne, consulté le 20 juin 2020). .
- (en) Michael Schaffer, « Lost Riot: Thirty years ago this week, Washington burned. Seventy-nine years ago this summer, the city bled. Why we shouldn't forget the riots of 1919 », Washington City Paper,‎ 3 avril 1988 (lire en ligne, consulté le 20 juin 2020). .
- (en) « Protest Sent to Wilson », New York Times,‎ 22 juillet 1919 (lire en ligne, consulté le 26 juin 2020). .
- (en) « Policeman Beaten By Gang of Negroes », The Washington Herald,‎ 2 novembre 1919 (ISSN 1941-0662, OCLC 9470809, lire en ligne, consulté le 26 juin 2020). .

### Source de la traduction
- (en) Cet article est partiellement ou en totalité issu de l’article de Wikipédia en anglais intitulé « Washington race riot of 1919 » (voir la liste des auteurs).